# 多伦多市议会
多伦多市议会（英语：Toronto City Council）是多伦多市政府的立法机构。市议会包含25名市议员和一名市长，市议员由市内划分的各选举区选举产生，而市长由全市直选产生。

## 职责
《2006年多倫多市法令》对多伦多市议会的职责规定如下：
- 1. 代表本市公众并考虑城市福祉和利益；
- 2. 制定和評估本市的政策和計劃；
- 3. 决定本市提供的服務；
- 4. 確保實施行政政策，慣例和程序以及控制性政策，慣例和程序以執行市议会的決定；
- 5. 確保城市运作的問責制和透明度，包括本市高級管理人員的活動；
- 6. 保持本市的財政完整性；
- 7. 履行本法或任何其他法律所規定的職責。

多伦多市政府的权力由多伦多市议会大部分情况通过附例（by-law）行使。

## 组织结构
现行的多伦多市议会的决策架构和其各委员会结构由《2006年多伦多市法令》和《多伦多市政規則》（City of Toronto Municipal Code）规定。多伦多市议会的决策过程包含其的各委员会。市议会设置几种类别的委员会，主要分别为执行委员会，常务委员会和其他市议会委员会 。各委员会负责提出、检查和讨论各种政策和建议并向市议会报告讨论。多伦多市长是所有常务委员会的成员，且有权投票。

### 执行委员会
多伦多市执行委员会是由市长主持的咨议性组织。其成员包含市长、副市长，由市长任命的各常务委员会主席、预算委员会主席和一名由市议会整体任命的成员组成。
执行委员会负责向市议会对以下事物提出建议 ：
- 长期政策和优先事项；
- 治理政策和组织结构；
- 财政规划和预算；
- 财政政策（包括财政收入和税务政策）；
- 政府间和国际关系；
- 市议会运作；
- 人力资源和劳工关系。

### 常务委员会
多伦多市议会设置以下常务委员会 ：
- 经济和社区发展委员会，
- 政府总务和执照委员会，
- 基础设施和环境委员会，
- 规划和住房委员会。

### 其他市议会委员会

#### 卫生理事会
多伦多市议会依据安大略省《健康保护和促进法》设置卫生理事会负责建议卫生议题和服务。

#### 特别委员会
多伦多市议会设置以下特别委员会 ：
- 审计委员会，
- 预算委员会，
- 公共任命委员会，
- 委员会人选和人事建议委员会。

#### 社区理事会
多伦多市议会将多伦多市分为4部分，每个部分设置一个社区理事会，各社区理事会负责就本地有关的特定事务举行各类公共听证会，向市议会提交有关特定事务的建议，对本地特定事务做最后决定等由市议会规定的权限    。

4个社区理事会如下 ：
- 怡陶碧谷-约克社区理事会；
- 北约克社区理事会；
- 士嘉堡社区理事会；
- 多伦多-东约克社区理事会。